# Siriki Dembélé
Ben Siriki Dembélé (Ouragahio, 7 settembre 1996) è un calciatore ivoriano naturalizzato scozzese, attaccante dell'Oxford Utd.

## Carriera
Nato in Costa d'Avorio, si trasferisce da piccolo con la famiglia in Scozia. Dopo essersi formato nei settori giovanili di Dundee United, Ayr United e nella Nike Academy, nel 2017 viene tesserato dal Grimsby Town, con cui disputa una stagione in League Two. Il 22 giugno 2018 viene acquistato dal Peterborough United, firmando un contratto triennale.
Il 31 gennaio 2022, dopo aver totalizzato 147 presenze e 30 reti con la maglia dei Posh, contribuendo anche alla promozione in Championship, si trasferisce al Bournemouth, firmando un contratto di durata triennale. Al termine della stagione, contribuisce al ritorno della squadra in Premier League. Di fatto fa il suo esordio nella massima serie inglese il 19 ottobre 2022, in occasione dell'incontro perso per 0-1 contro il Southampton.

## Statistiche

### Presenze e reti nei club
Statistiche aggiornate al 21 gennaio 2023.
| Stagione                | Squadra                 | Campionato              | Campionato | Campionato | Coppe nazionali | Coppe nazionali | Coppe nazionali | Coppe continentali | Coppe continentali | Coppe continentali | Altre coppe | Altre coppe | Altre coppe | Totale | Totale |
| Stagione                | Squadra                 | Comp                    | Pres       | Reti       | Comp            | Pres            | Reti            | Comp               | Pres               | Reti               | Comp        | Pres        | Reti        | Pres   | Reti   |
| ----------------------- | ----------------------- | ----------------------- | ---------- | ---------- | --------------- | --------------- | --------------- | ------------------ | ------------------ | ------------------ | ----------- | ----------- | ----------- | ------ | ------ |
| 2017-2018               | Grimsby Town            | FL2                     | 36         | 4          | FACup+CdL       | 1+1             | 0               |                    | -                  | -                  | FLT         | 1           | 0           | 39     | 4      |
| 2018-2019               | Peterborough Utd        | FL1                     | 38         | 5          | FACup+CdL       | 4+1             | 1+0             |                    | -                  | -                  | FLT         | 4           | 1           | 47     | 7      |
| 2019-2020               | Peterborough Utd        | FL1                     | 25         | 5          | FACup+CdL       | 1+0             | 0               |                    | -                  | -                  | FLT         | 4           | 1           | 30     | 6      |
| 2020-2021               | Peterborough Utd        | FL1                     | 42         | 11         | FACup+CdL       | 1+1             | 0               |                    | -                  | -                  | FLT         | 1           | 1           | 45     | 12     |
| 2021-gen. 2022          | Peterborough Utd        | FLC                     | 24         | 5          | FACup+CdL       | 1+0             | 0               |                    | -                  | -                  |             | -           | -           | 25     | 5      |
| Totale Peterborough Utd | Totale Peterborough Utd | Totale Peterborough Utd | 129        | 26         |                 | 9               | 1               |                    | -                  | -                  |             | 9           | 3           | 147    | 30     |
| gen.-giu. 2022          | Bournemouth             | FLC                     | 13         | 2          | FACup+CdL       | -               | -               |                    | -                  | -                  |             | -           | -           | 13     | 2      |
| 2022-2023               | Bournemouth             | PL                      | 6          | 0          | FACup+CdL       | 1+2             | 0               |                    | -                  | -                  |             | -           | -           | 9      | 0      |
| Totale Bournemouth      | Totale Bournemouth      | Totale Bournemouth      | 19         | 0          |                 | 3               | 0               |                    | -                  | -                  |             | -           | -           | 22     | 0      |
| Totale carriera         | Totale carriera         | Totale carriera         | 184        | 32         |                 | 14              | 1               |                    | -                  | -                  |             | 10          | 3           | 208    | 36     |